# Hermann von Ihering

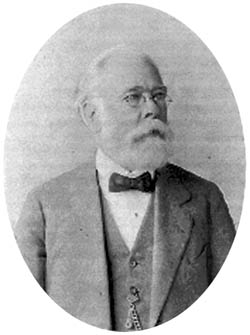
Hermann von Ihering

Hermann von Ihering (ur. 9 października 1850 w Kilonii, zm. 24 lutego 1930 w Gießen, w Niemczech) – niemiecko-brazylijski zoolog.

## Życiorys
Urodził się w Kilonii, w Niemczech, w 1850. W wieku 18 lat przeprowadził się do Wiednia; rozpoczął studia medyczne. W roku 1870 zaciągnął się do 117. Pułku Muszkieterów. W 1873 zdobył tytuł lekarz medycyny na Uniwersytecie w Gentyndze, a w trzy lata później stopień doktora. W tym samym roku został wykładowcą zoologii na Uniwersytecie w Erlangen. Wyjechał do Brazylii w 1880 i utrzymywał się pracując jako lekarz. Po trzech latach dostał pracę w "Brazylijskim Muzeum Narodowym" w Rio de Janeiro. W 1887 rozpoczął nadzór nad rekonstrukcją Museu Paulista, w São Paulo. W 1894 został pierwszym dyrektorem tego muzeum. W 1916 rozstał się z Museu Paulista. Powrócił do Niemiec w 1924, a dwa lata później otrzymał honorowy tytuł profesora zoologii i paleontologii Uniwersytetu w Gießen. Zmarł w 1930, w Gießen, w Hesji, w Niemczech.

## Prace
- Archhelenis und Archinotis: Gesammelte Beiträge zur Geschichte der Neotropischen Region (1907)
- Phylogenie und System der Mollusken (1922)
- Die Geschichte des Atlantischen Ozeans (1927)